# BLAST Pro Series
BLAST Pro Series er en international live Counter-Strike: Global Offensive turnering.   Turneringen samler seks af de bedste hold i verden på en hurtig 2-dages turnering. Begivenheden har skiftende placeringer, hvis det sker i forskellige byer fra de forskellige kontinenter. Den danske e-sportsorganisation, RFRSH Entertainment, oprettede turneringen i 2017. 
Den 1. december finder den første BLAST Pro Series Global Finals sted i Bahrain, da de bedste 4 hold på deres begivenheder i løbet af året kvalificerer sig til US$ 500.000 præmiepuljeevent.  
Tabelnøgle

## Sæson leaderboard
Fra Blast Pro Series København 2019
Tabelnøgle
     Kvalificeret for Global Final - Top 4
| Placering | Hold             | Points |
| --------- | ---------------- | ------ |
| 1         | FaZe Clan        | 30     |
| 2         | Team Liquid      | 28     |
| 3         | Astralis         | 26     |
| 4         | Ninjas i pyjamas | 24     |
| 5         | Natus Vincere    | 12     |
| 6         | MIBR             | 12     |
| 7         | Cloud9           | 6      |